# آسیب‌شناسی روانی زندگی روزمره
آسیب‌شناسی روانی زندگی روزمره (به آلمانی: Zur Psychopathologie des Alltagslebens) اثری است از زیگموند فروید، بنیانگذار روانکاوی، در سال ۱۹۰۱. این کتاب بر اساس تحقیقات فروید در مورد اشتباهات لپی که به اصطلاح به لغزش فرویدی نیز معروف است، نوشته شده است که بیان می‌دارد این اشتباهات هرگز اتفاقی نیستند؛ بلکه برگرفته از احساسات سرکوب‌شده ما انسان‌ها می‌باشند. از این کتاب می‌توان به عنوان یکی از بهترین آثار فروید نام برد. 

## تاریخچه سرمقاله
آسیب‌شناسی روانی زندگی روزمره پیش از آنکه در قالب کتاب در سال ۱۹۰۴ ظاهر شود در مونوگرافی روانپزشکی و مغز و اعصاب در سال ۱۹۰۱ منتشر شد. این کتاب در طول زندگی فروید به دوازده ترجمه خارجی و همچنین تعداد زیادی نسخه آلمانی چاپ شد که تقریباً در همه موارد مطالب تازه‌ای اضافه شد. جیمز استراچی، روانکاو بریتانیایی، هم‌عصر فروید در رابطه با تغییراتی که نسخه‌های جدید این کتاب شامل شدند، بیان کرد: «تقریباً تمام توضیحات و تئوری‌های اساسی در نسخه اولیه وجود داشته است؛ در صورتی که نسخه‌های جدید جریان اصلی بحث را قطع می‌کند و حتی باعث سردرگمی خواننده می‌شود.» ترجمه انگلیسی‌زبان این کتاب توسط آنته بل در سال ۲۰۰۳ منتشر شد.

## خلاصه
با مطالعه انحرافات مختلف از کلیشه‌های رفتار روزمره نقص و عملکرد غلط عجیب و غریب و همچنین خطاهای ظاهراً تصادفی نویسنده نتیجه گرفت که آن‌ها نشان‌دهنده آسیب‌شناسی اساسی روان علائم روان‌پریشی است.
فروید در مقدمه خود می‌نویسد:

در طول سال ۱۸۹۸ مقاله کوتاهی در مورد مکانیسم روانی فراموشی منتشر کردم. اکنون باید مطالب آن را تکرار کرده و آن را به عنوان مبدأ بحث بیشتر در نظر بگیرم. من در آنجا تجزیه و تحلیل روان‌شناختی در مورد یک مورد معمول از فراموشی موقت نام‌های خاص را انجام داده‌ام و از یک مثال باردار از مشاهدات خودم به این نتیجه رسیده‌ام که این وقوع مکرر و عملاً غیرمهم نقص عملکرد روانی — حافظه — توضیحی را می‌پذیرد که فراتر از استفاده عرفی از این پدیده است. اگر از یک روانشناس متوسط خواسته شود که توضیح دهد که چگونه اتفاق می‌افتد که ما اغلب نامی را به یاد نمی‌آوریم که مطمئن هستیم از آن مطلع هستیم، او احتمالاً خود را به این پاسخ بسنده می‌کند که نام‌هایی خاص بیش از هر محتوای دیگر قابلیت فراموشی دارند. او ممکن است دلایل قابل قبولی برای این «ترجیح فراموشی» برای نام‌های خاص بیان کند اما هیچ تعیین‌کننده عمیقی برای این مورد فرض نمی‌کند.
فروید معتقد بود که انحرافات گوناگون از کلیشه‌های رفتار روزمره — ظاهراً ناخواسته، مانند فراموش کردن کلمات، حرکات و اعمال تصادفی — جلوه‌ای از افکار و انگیزه‌های ناخودآگاه است. تبیین «اقدامات غلط» با کمک روانکاوی، درست مانند تعبیر خواب، می‌تواند به طور موثری برای تشخیص و درمان استفاده شود.
وی با توجه به موارد متعدد این دسته از انحرافات نتیجه می‌گیرد که مرز بین روان طبیعی و غیرطبیعی انسان ناپایدار است و همه ما کمی روان‌رنجور هستیم. چنین علائمی می‌تواند غذا خوردن، روابط جنسی، کار منظم و ارتباط ما با دیگران را مختل کند.